# 袁国林
袁国林（1937年—2023年12月9日）河北省深泽县人，中华人民共和国水利工程师、官员。

## 生平
1962年，袁国林毕业于天津大学水利系。毕业后，投身基层水利建设，历任技术员、工程师、高级工程师、教授级高级工程师。先后参加海河、滦河、淮河、长江的治理及开发。曾任全国政协委员、中国三峡总公司副总经理、引滦工程处长、淮河水利委员会主任、中华人民共和国水利部总工程师。后来担任中国三峡总公司高级顾问。
2023年12月9日于北京逝世。

## 家庭
袁国林的父亲于1938年毕业于国立北洋大学土木系。袁国林夫妇同时毕业于天津大学水利系。袁国林的儿子袁炜、女婿朱文焱于1991年、1992年先后分别获天津大学水利系国际工程双学位。